# Acrapex unicolora
Acrapex unicolora is een vlinder van de familie van de uilen (Noctuidae). De wetenschappelijke naam van deze soort is voor het eerst voorgesteld als Calamistis unicolora door George Francis Hampson in een publicatie uit 1910.

## Verspreiding
De soort komt voor in het Afrotropisch gebied waaronder Nigeria, Congo-Brazzaville, Congo-Kinshasa, Tanzania, Angola, Zambia, Malawi, Zimbabwe en Zuid-Afrika.

## Waardplanten
De rups leeft op soorten van de grassenfamilie (Poaceae) waaronder Andropogon gayanus Kunth, Chrysopogon zizanioides (L.) Roberty, Cymbopogon pospischilii (K.Schum.) C.E.Hubb., Cymbopogon schoenanthus subsp. proximus (Hochst. ex A.Rich.) Maire & Weiller, Hyparrhenia diplandra (Hack.) Stapf en Setaria sphacelata (Schumach.) Stapf & C.E.Hubb. ex Moss.